# Elaver languida
Elaver languida är en spindelart som först beskrevs av Willis J. Gertsch 1941.  Elaver languida ingår i släktet Elaver och familjen säckspindlar.
Artens utbredningsområde är Costa Rica. Inga underarter finns listade i Catalogue of Life.